# リー・ドリアン
リー・ドリアン （Lee Dorrian 1968年 - ）は、イングランドのコヴェントリー出身のシンガー。
グラインドコア・バンドのナパーム・デスに1987年〜1989年まで在籍し、『Scum』、『From Enslavement to Obliteration』、『Mentally Murdered』の3作にボーカリストとして参加。
チャック・シュルディナー（デス）や、ビル・スティアー（カーカス）らと共に、初めてデス・グラント・スタイルの歌唱法を使用した人物の一人として知られている。
ナパーム・デス脱退後の1989年、カテドラルを結成。『Forest of Equilibrium』をリリース。2ndアルバム『The Ethereal Mirror』からはストーナー・ロックの要素を強めるなどした。
さらにライズ・アバヴ・レコーズを設立し、エレクトリック・ウィザードやオレンジ・ゴブリンといったバンドの作品をリリースしている。
また、デイヴ・グロールのサイド・プロジェクト Probot、Sunn O)))のメンバーとの Teeth of Lions Rule the Divine にボーカルで参加した。
2011年2月、カテドラルは次作で解散することを表明。そして2013年、最終作『The Last Spire』がリリースされた。
その後、カテドラルの最後のメンバーであるギャリー・ジェニングス (g) とスコット・カールソン (b)、そしてレコーディング・エンジニアのハイメ・ゴメス・アレリャーノ (ds) が加わったハードコア・プロジェクト Septic Tank を立ち上げている。

## 影響
ナパーム・デスに加入しボーカルをやる際に影響を受けた人物として、ディスチャージの Kelvin "Cal" Morris、アンチセクトの Pete、エクストリーム・ノイズ・テラーの Dean Jones、そして日本のG.I.S.M.の横山SAKEVIを挙げている。

## ディスコグラフィー

### ナパーム・デスNapalm Death
- 1987年 - Scum (track 12-28)
- 1988年 - From Enslavement to Obliteration
- 1988年 - The Curse
- 1989年 - Live
- 1989年 - Mentally Murdered
- 1989年 - Napalm Death/S.O.B. split 7"
- 1989年 - The Peel Sessions (track 1-8)
- 1992年 - Death by Manipulation (track 8-19)
- 2000年 - The Complete Radio One Sessions (track 1-8)
- 2003年 - Noise for Music's Sake (track 4, 14, 28-34, 45-51)

### カテドラルCathedral
- 1990年 - In Memoriam
- 1991年 - Demo # 2
- 1991年 - Forest of Equilibrium
- 1992年 - Soul Sacrifice
- 1993年 - The Ethereal Mirror
- 1994年 - Cosmic Requiem
- 1994年 - In Memoriam
- 1995年 - The Carnival Bizarre
- 1996年 - Supernatural Birth Machine
- 1996年 - Hopkins (The Witchfinder General)
- 1998年 - Caravan Beyond Redemption
- 2001年 - Endtyme
- 2002年 - The VIIth Coming
- 2005年 - The Garden of Unearthly Delights
- 2010年 - The Guessing Game
- 2013年 - The Last Spire

### Teeth of Lions Rule the Divine
- 2002年 - Rampton

### Probot
- 2004年 - Probot

### Septic Tank
- 2013年 - Septic Tank 7" EP

### ウィズ・ザ・デッドWith the Dead
- 2015年 - With the Dead
- 2017年 - Love from with the Dead